# بيير سوديريني
بيير سوديريني (فلورنسا، 1450 - روما، 13 يونيو 1522) سياسي إيطالي، غونفالونييري مدى الحياة في فلورنسا منذ عام 1502 ، ولكنه احتفظ بالمنصب فقط حتى عام 1512.
عائلة بييرو فلورنسية عريقة أعطت المدينة العديد من الساسة، أصبح بريوري عام1481. رجل ثقة لدى بييرو الثاني دي ميديشي، وتعامل مع الوضع الحساس بعد سفارته الفاشلة لدى ملك فرنسا شارل الثامن، والتي أدت بسبب الاتفاقات المذلة التي كانت على الفلورنسيين قبولها طـُرد بييرو وأسرته (1494)، وإقامة جيرولامو سافونارولا الثيوقراطي.
بعدم استقرار النظام الجمهوري الجديد، تقرر تمديد ولاية بيير غونفالونييراً للعدل مدى الحياة (1502) محاولين تجربة الدوغاتو على غرار البندقية أو جنوى. في الواقع حكم سوديريني كرجل نزيه وحيادي ولم يتصرف لمصالحه شخصية (مثل آل ميديشي) إنما في تلك الجماعية.
كانت بعض الإصلاحات هامة ولا ريب كإدارة الخزانة والنظام القضائي. وفي عام 1509 استعادت فلورنسا بيزا بعد تمرد خريف عام 1494. بيد أن سلوك سوديريني لم يكن يخلو من الارتباك والأخطاء، وبمرور الوقت ازداد تسليط الضوء على أداءه المتوسط انخفاض همته في منصب حساس كهذا، رغم تعاونه مع شخصيات من الصف الأول ومن أبرزهم نيكولو مكيافيلي.
أكبر أخطاء بيير سوديريني كانت موافقته في خريف 1511 على انعقاد مجمع بيزا الثاني «المنشق» على أرض الجمهورية، وقد أراده لويس الثاني عشر ملك فرنسا، وأعلن البابا يوليوس الثاني بطلانه.
فتحالف البابا ديلا روفيري المتهور مع مختلف أمراء الإيطاليين بما فيهم آل ميديشي، وأرسل فرقة الإسبانية المسلحة إلى توسكانا يقودها والي نابولي رامون دي كاردونا الذي قام في استعراض للقوة بنهب براتو سنة 1512 ، فأمات ذلك فلورنسا رعباً وفتحت أبوابها بحرص مفاوِضةً بشأن الاستسلام للغزاة.
في 31 أغسطس سوديريني هرب من المدينة، في حين عاد إليها آل ميديشي بعد شهر. وجد الغونفالونيير السابق ملجأ في روما، وحيث وجدت دعما وتفاهماً من عدوه السابق البابا لاون العاشر ميديشي، ومات فيها بعد وقت قصير من وفاة حاميه سنة 1522 . كان من بين أقربائه جوفان فتوريو سوديريني العالم الزراعي الهام.